# 河内飛鳥
河内飛鳥（かわちあすか）は、古代において河内国安宿郡のうち、現在の大阪府羽曳野市東部・南河内郡太子町などを指す地域名称。別称は近つ飛鳥（ちかつあすか）。

## 概要

### 名称について
大和国（奈良県）の飛鳥と区別するために河内国の「河内」を冠している。別称の近つ飛鳥の「近つ」は、大和国の飛鳥（遠つ飛鳥）と比較し、都があった難波宮や難波津（大阪市中央区）から見て、近いか遠いかによる説が通説となっているものの、河内の方を「遠つ飛鳥」、大和の方を「近つ飛鳥」と逆に解する説など、異説も複数ある。

### 地域
狭義には飛鳥川流域や竹内街道沿い、羽曳野市駒ケ谷・飛鳥地区を指す。広義には南隣の磯長谷（しながだに）一帯、太子町太子・山田地区なども含まれる。さらには、大和川と石川の合流点より南東一帯、柏原市国分・玉手地区から南河内郡河南町に至る広い範囲を指す場合もある。
河内国安宿部郡・古市郡東部・石川郡北部などにあたり、古墳時代から飛鳥時代にかけての歴史的遺構・史跡が数多く残されている。磯長谷は敏達天皇陵・用明天皇陵・推古天皇陵・孝徳天皇陵・聖徳太子廟など当時の有力者の陵墓が集中し、「王陵の谷」と通称される。近代以降はぶどうやワインの産地となっている。